# Hans-Kloepfer-Rundwanderweg
Der Hans-Kloepfer-Rundwanderweg (Markierung HKRW) ist ein Rundwanderweg im Bezirk Voitsberg im österreichischen  Bundesland Steiermark. Der etwa 28 Kilometer lange Rundweg ist nach dem aufgrund seiner NSDAP-Mitgliedschaft und Bewunderung für Adolf Hitler umstrittenen Arzt und Mundartdichter Hans Kloepfer benannt.

## Verlauf

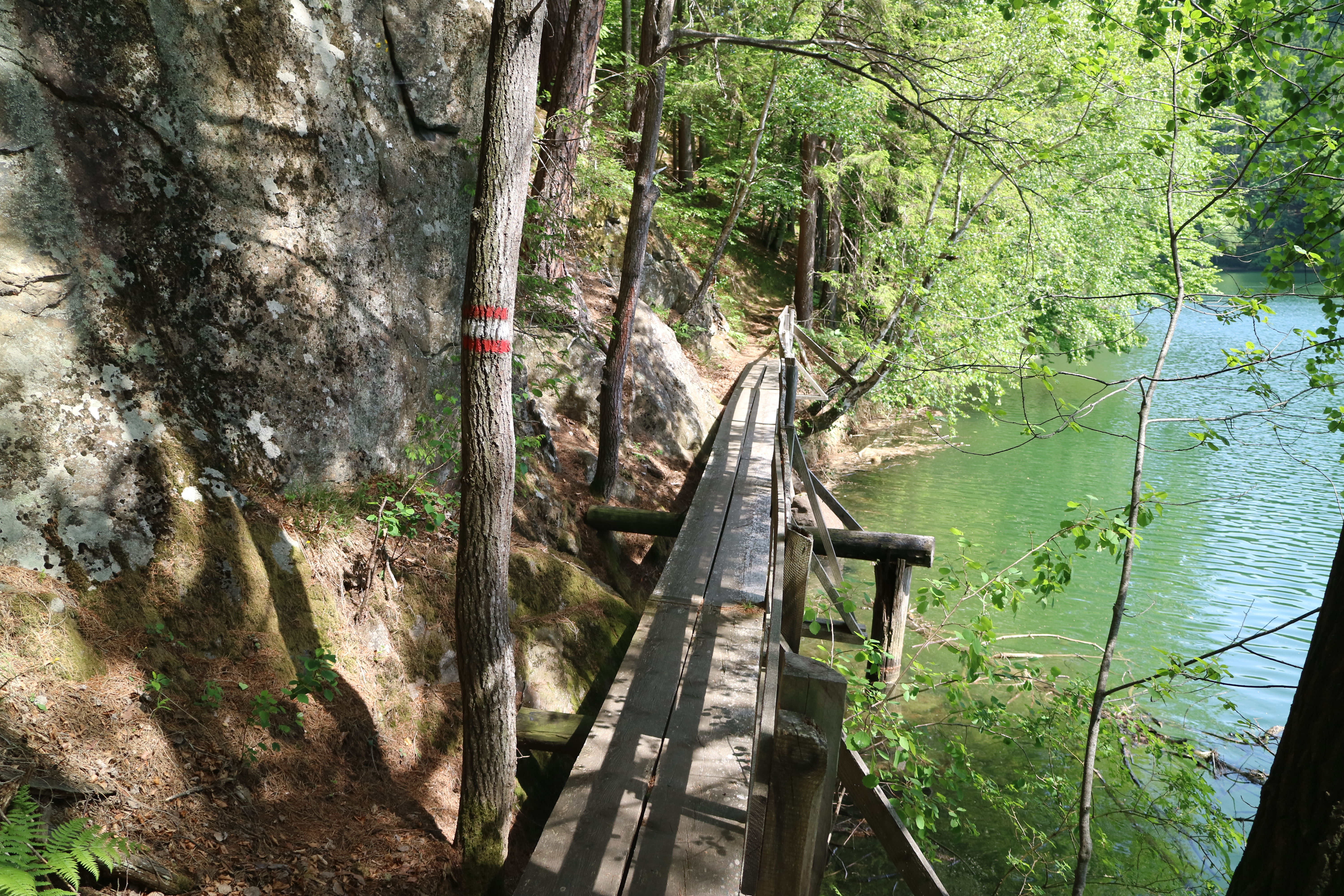
Holzsteg am Nordostufer des Hirzmann-Stausees

Ausgehend vom Köflacher Bahnhof führt der Weg gegen den Uhrzeigersinn zunächst durch das Stadtzentrum und hinauf in den Wallfahrtsort Maria Lankowitz. Im Halbkreis um einen weitläufigen Golfplatz gelangt man auf einen Riedel über dem Gößnitzbach und wandert diesen hinab bis zur Packer Straße. Von dort führt der Wanderweg nach Edelschrott, mit 793 m ü. A. höchster Punkt der Tour. 30 Minuten später erreicht man den an der Teigitsch angelegten Hirzmann-Stausee und wandert an dessen Nordostufer entlang. Vor Erreichen der Staumauer zweigt der Weg links ab und führt in leichtem Auf und Ab nach Sankt Martin am Wöllmißberg. Einem längeren Abstieg in den Gößnitzgraben folgt der letzte Anstieg zum Ungerhof in Rosental-Puchbach. In der Nähe des Köflacher Kohlereviers führt der Hans-Kloepfer-Rundwanderweg über Schaflos zurück zum Ausgangspunkt.

## Wegbeschaffenheit, Gehzeit und Höhenunterschied
Der Hans-Kloepfer-Rundwanderweg verläuft größtenteils auf einfachen Wanderwegen und ist durchgehend markiert. Die Wegbeschaffenheit reicht von Asphaltstraßen über Karrenwege bis hin zu schmalen Fußpfaden. Mit knapp 28 Kilometern Streckenlänge erfordert der Weg ein gewisses Maß an Ausdauer, soll er innerhalb eines Tages begangen werden. Die Gehzeit beträgt in der Regel zwischen sieben und neun Stunden. Im Höhenprofil besteht die Tour aus einem größeren Anstieg von etwa 300 Metern (gegen den UZS nach Edelschrott) sowie mehreren kleinen Anstiegen, die sich auf die gesamte Strecke verteilen. Eben ist das Streckenprofil vor allem entlang des Stausees. Neben Köflach ist auch Edelschrott mit öffentlichen Verkehrsmitteln der GKB erreichbar und kann als Ausgangs- bzw. Endpunkt der Rundwanderung dienen.

## Sehenswürdigkeiten

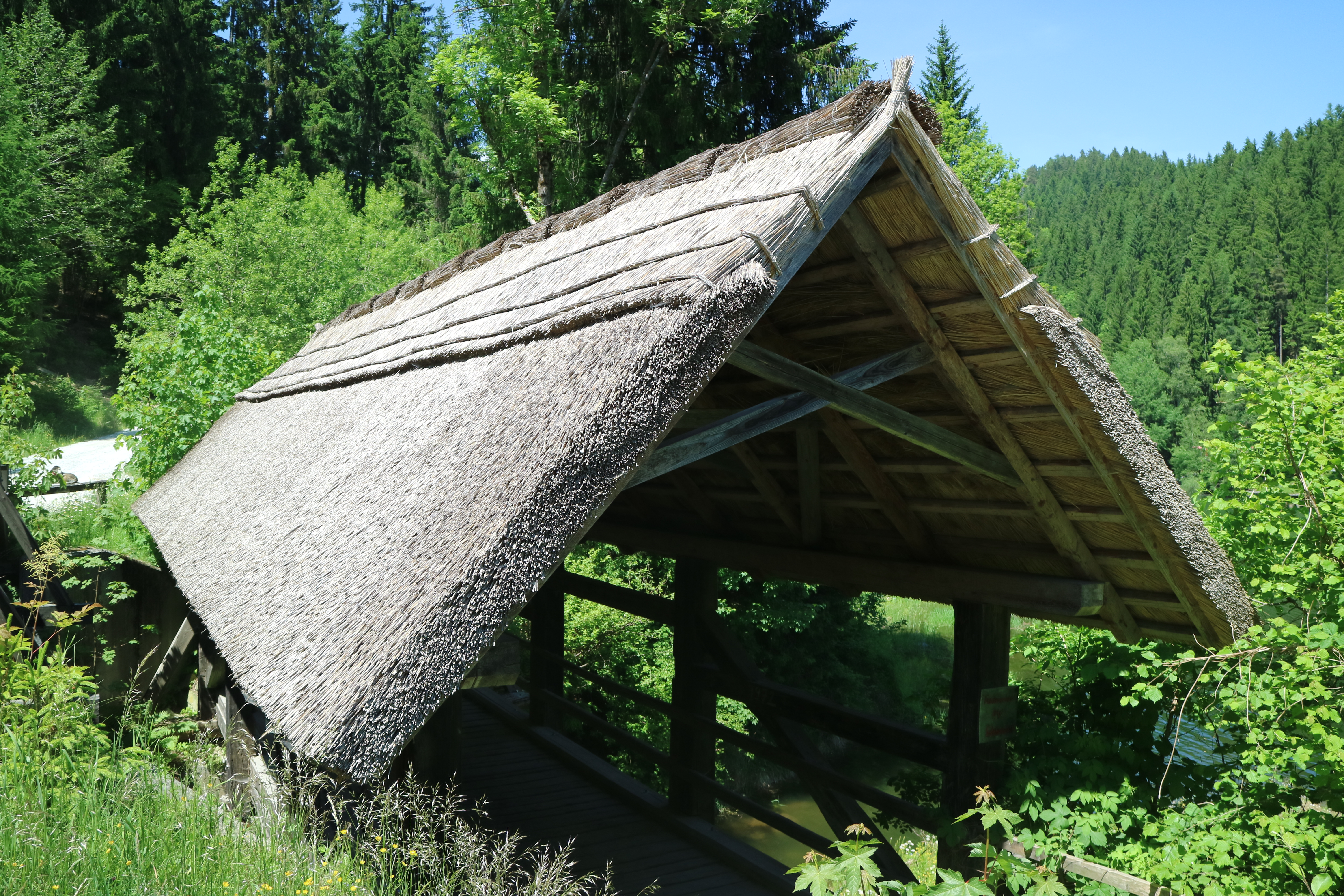
Ströhberne Bruck’n

Entlang der Strecke befinden sich einige Sehenswürdigkeiten von kultureller Bedeutung und beliebte Ausflugsziele. Von architektonischem Interesse sind das Franziskanerkloster Maria Lankowitz mit einer mehrmals erweiterten, im Kern barocken Klosterkirche sowie die Pfarrkirche zum Hl. Laurentius in Edelschrott und die Pfarrkirche Sankt Martin am Wöllmißberg. Wenige Gehminuten abseits des Wanderwegs liegt in der Gemeinde Edelschrott die Ströhberne Bruck’n aus dem Jahr 1816, die ursprünglich die Teigitsch überspannte und nach Bau der Hirzmannsperre an einen Seitenbach verlegt wurde. Ein weiterer Abstecher bietet sich zum unteren Ende des Hirzmann-Stausees an, wo sich die mit knapp 59 Metern höchste Gewölbestaumauer der Steiermark befindet. In Sankt Martin besteht neben der Pfarrkirche das Wöllmißberger Heimatmuseum, welches in der ehemaligen Volksschule Platz findet. Der Stausee kann als Naturbadesee genutzt werden.